# I Dreamed a Dream (альбом)
I Dreamed A Dream  (рус. У меня была мечта) — дебютный студийный альбом шотландской певицы Сьюзан Бойл. Релиз состоялся 23 ноября 2009 года компанией SyCo Music в Великобритании, и на следующий день в Соединенных Штатах — компанией Columbia Records.
I Dreamed A Dream стал самым продаваемым альбомом на сайте Amazon.com по результатам предпродаж на 4 сентября 2009, почти за три месяца до запланированного релиза. Альбом Сьюзан был признан в Великобритании самым продаваемым дебютным альбомом за всю историю продаж — 411 820 копий, что по количеству превзошло предыдущего лидера, альбом Spirit певицы Леоны Льюис. I Dreamed a Dream стартовал сразу с 1-го места в хит-параде Billboard 200 в Штатах, достигнув отметки в 701 тысячу копий по итогам первой недели, и таким образом, установив рекорд как самый успешный дебют соло певицы по версии Soundscan за всю историю его существования. I Dreamed a Dream стал самым продаваемым альбомом за неделю открытых продаж в 2009 году, оставив позади альбом Эминема Relapse с его 608 тысячами копий. Альбом стал бестселлером года в Великобритании.

## История создания и концепция
Выпуск альбома стал логичным следствием грандиозного успеха Сьюзан Бойл в третьем сезоне телешоу «Britain’s Got Talent». Композиции для альбома певица выбирала сама. Среди них присутствуют такие песни, как «I Dreamed A Dream», которую она исполняла на телешоу, а также «Cry Me a River», записанную для альбома в поддержку благотворительности в 1999 году, и композиция Мадонны «You’ll See» 1995 года. В альбом вошла также и оригинальная композиция «Who I Was Born to Be» за авторством Одры Мэй.
В альбом был включен первый сингл певицы под названием «Wild Horses», в оригинале исполняемый группой The Rolling Stones. Сьюзан объясняет почему она решила записать кавер-версию песни: «Разве кто-то может остаться равнодушен к такой жизненной теме? Она рисует в воображении воспоминания о детстве, проведенном в борьбе и бедности, среди застроенных муниципальными домами микрорайонов, которые описаны в первом куплете. Ирония и горечь — одни из самых близких мне компонентов, создающих почву для выплеска эмоций».
Альбом записывался в разных студиях. Оркестр писали в Air Studios в Лондоне, голос — в Sphere Studios при участии Ронана Фелана, а окончательное сведение выполнялось в Rokstone Studios, также в Лондоне.

## Реклама
23 ноября 2009 года состоялось живое выступление Сьюзан в качестве приглашенного артиста на телешоу Today Show, популярной в США новостной передаче на канале NBC. Сама сцена располагалась в Rockefeller Plaza в Нью-Йорке, где Бойл исполнила композиции «I Dreamed a Dream» и «Wild Horses», а также «Cry Me a River» впервые с 1999 года. По окончании телепередачи состоялась встреча певицы с поклонниками, которые подарили ей килт, сделанный своими руками. Более сотни людей из разных стран, включая Великобританию, США, Канаду, Австралию, Мексику, Польшу, Японию и так далее, собрались вместе, чтобы придумать и сделать этот подарок.

## Список композиций
| №   | Название                              | Автор(ы)                                                 | Первый исполнитель                 | Длительность |
| --- | ------------------------------------- | -------------------------------------------------------- | ---------------------------------- | ------------ |
| 1.  | «Wild Horses»                         | Mick Jagger, Keith Richards                              | The Rolling Stones                 | 4:55         |
| 2.  | «I Dreamed a Dream»                   | Claude-Michel Schönberg, Alain Boublil, Herbert Kretzmer | Patti LuPone в мюзикле Отверженные | 3:11         |
| 3.  | «Cry Me a River»                      | Arthur Hamilton                                          | Julie London                       | 2:43         |
| 4.  | «How Great Thou Art»                  | Carl Boberg                                              | Christian Hymn                     | 3:13         |
| 5.  | «You'll See»                          | Madonna, David Foster                                    | Madonna                            | 4:43         |
| 6.  | «Daydream Believer»                   | John Stewart                                             | The Monkees                        | 3:20         |
| 7.  | «Up to the Mountain»                  | Patty Griffin                                            | Patty Griffin                      | 3:32         |
| 8.  | «Amazing Grace»                       | John Newton                                              | Christian Hymn                     | 3:35         |
| 9.  | «Who I Was Born to Be»                | Audra Mae, Johan Fransson, Tobias Lundgren, Tim Larsson  | (первое исполнение)                | 4:10         |
| 10. | «Proud»                               | Steve Mac, Wayne Hector, Andy Hill                       | Britannia High                     | 3:22         |
| 11. | «The End of the World»                | Arthur Kent, Sylvia Dee                                  | Skeeter Davis                      | 3:16         |
| 12. | «Silent Night»                        | Josef Mohr, Franz Xaver Gruber                           | Christian Christmas Hymn           | 3:00         |
| 13. | «Wings to Fly (Japanese bonus track)» | Kunihiko Murai                                           | Akai Tori                          | 3:57         |